# Élections sénatoriales de 2004 dans la Seine-Maritime
Les élections sénatoriales en Seine-Maritime ont eu lieu le dimanche 26 septembre 2004. Elles ont eu pour but d'élire les sénateurs représentant le département au Sénat pour un mandat de dix années.

## Contexte départemental
Lors des élections sénatoriales du 24 septembre 1995 en Seine-Maritime, six sénateurs ont été élus selon un mode de scrutin proportionnel : un PCF, un RPR, deux PS et deux UDF.
Depuis, tous les effectifs du collège électoral des grands électeurs ont été renouvelés, avec les élections législatives françaises de 2002, les élections régionales françaises de 2004, les élections cantonales de 2001 et 2004 et les élections municipales françaises de 2001.

## Sénateurs sortants
| Sénateur | Sénateur        | Parti | Fonctions lors de l'élection en 1995                    |
| -------- | --------------- | ----- | ------------------------------------------------------- |
|          | Thierry Foucaud | PCF   | Maire d'Oissel                                          |
|          | Marc Massion    | PS    | Conseiller général                                      |
|          | Annick Bocandé  | UDF   | Conseillère générale, maire des Grandes-Ventes          |
|          | Patrice Gélard  | UMP   | Conseiller général                                      |
|          | Charles Revet   | UMP   | Député, président du conseil général, maire de Turretot |
|          | vacant          |       |                                                         |

## Présentation des listes et des candidats
Les nouveaux représentants sont élus pour une législature de 10 ans au suffrage universel indirect par les 3032 grands électeurs du département. En Seine-Maritime, les sénateurs sont élus au scrutin proportionnel plurinominal. Leur nombre reste inchangé, 6 sénateurs sont à élire et 8 candidats doivent être présentés sur la liste pour qu'elle soit validée. Chaque liste de candidats est obligatoirement paritaire et alterne entre les hommes et les femmes. 7 listes ont été déposées dans le département. Elles sont présentées ici dans l'ordre de leur dépôt à la préfecture et comportent l'intitulé figurant aux dossiers de candidature.

### Front national
| N° | Candidats | Candidats          | Parti | Principale fonction |
| -- | --------- | ------------------ | ----- | ------------------- |
| 01 |           | Dominique Chaboche | FN    |                     |
| 02 |           |                    | FN    |                     |
| 03 |           |                    | FN    |                     |
| 04 |           |                    | FN    |                     |
| 05 |           |                    | FN    |                     |
| 06 |           |                    | FN    |                     |
| 07 |           |                    | FN    |                     |
| 08 |           |                    | FN    |                     |

### Mouvement républicain et citoyen
| N° | Candidats | Candidats              | Parti | Principale fonction |
| -- | --------- | ---------------------- | ----- | ------------------- |
| 01 |           | Dominique Mutel        | MRC   |                     |
| 02 |           | Françoise Siard        | MRC   |                     |
| 03 |           | Claude Desaeger        | MRC   |                     |
| 04 |           | Christine Moreau       | MRC   |                     |
| 05 |           | Pascal Langlois        | MRC   |                     |
| 06 |           | Françoise Benoist      | MRC   |                     |
| 07 |           | Jean-Louis de Giovanni | MRC   |                     |
| 08 |           | Christine Sorel        | MRC   |                     |

### Parti socialiste
| N° | Candidats | Candidats               | Parti | Principale fonction                         |
| -- | --------- | ----------------------- | ----- | ------------------------------------------- |
| 01 |           | Marc Massion            | PS    | Sénateur sortant                            |
| 02 |           | Sandrine Hurel          | PS    | Conseillère régionale, conseillère générale |
| 03 |           | Alain Le Vern           | PS    | Président du conseil régional               |
| 04 |           | Marie-Françoise Gaouyer | PS    | Conseillère régionale                       |
| 05 |           | Didier Marie            | PS    | Président du conseil général                |
| 06 |           | Luce Pane               | PS    |                                             |
| 07 |           | Michel Bentot           | PRG   |                                             |
| 08 |           | Claudine Lelièvre       | PS    |                                             |

### Les Verts
| N° | Candidats | Candidats             | Parti | Principale fonction |
| -- | --------- | --------------------- | ----- | ------------------- |
| 01 |           | Malka Kreizel-Debleds | Verts |                     |
| 02 |           |                       | Verts |                     |
| 03 |           |                       | Verts |                     |
| 04 |           |                       | Verts |                     |
| 05 |           |                       | Verts |                     |
| 06 |           |                       | Verts |                     |
| 07 |           |                       | Verts |                     |
| 08 |           |                       | Verts |                     |

### Parti communiste français
| N° | Candidats | Candidats         | Parti | Principale fonction              |
| -- | --------- | ----------------- | ----- | -------------------------------- |
| 01 |           | Thierry Foucaud   | PCF   | Sénateur sortant, maire d'Oissel |
| 02 |           | Nathalie Nail     | PCF   |                                  |
| 03 |           | Sébastien Jumel   | PCF   | Conseiller général               |
| 04 |           | Hélène Klein      | PCF   |                                  |
| 05 |           | Michel Havard     | PCF   |                                  |
| 06 |           | Anne-Marie Vibert | PCF   |                                  |
| 07 |           | Boris Lecoeur     | PCF   |                                  |
| 08 |           | Nicole Paporé     | PCF   |                                  |

### UMP - UDF
| N° | Candidats | Candidats                | Parti | Principale fonction                                               |
| -- | --------- | ------------------------ | ----- | ----------------------------------------------------------------- |
| 01 |           | Charles Revet            | UMP   | Sénateur sortant, conseiller général                              |
| 02 |           | Catherine Morin-Desailly | UDF   | Adjointe au maire de Rouen                                        |
| 03 |           | Patrice Gélard           | UMP   | Sénateur sortant, conseiller général                              |
| 04 |           | Annick Bocandé           | UDF   | Sénatrice sortante, conseillère générale, maire de Grandes-Ventes |
| 05 |           | Pascal Martin            | UMP   |                                                                   |
| 06 |           | Pascale Rondel           | UMP   |                                                                   |
| 07 |           | Alain Gérard             | UMP   |                                                                   |
| 08 |           | Catherine Guyant         | UDF   |                                                                   |

### Divers droite
| N° | Candidats | Candidats      | Parti | Principale fonction |
| -- | --------- | -------------- | ----- | ------------------- |
| 01 |           | Yvonne Lebourg | DVD   |                     |
| 02 |           |                | DVD   |                     |
| 03 |           |                | DVD   |                     |
| 04 |           |                | DVD   |                     |
| 05 |           |                | DVD   |                     |
| 06 |           |                | DVD   |                     |
| 07 |           |                | DVD   |                     |
| 08 |           |                | DVD   |                     |

## Résultats
| Tête de liste  | Tête de liste         | Liste          | Voix  | %      | Élus |
| -------------- | --------------------- | -------------- | ----- | ------ | ---- |
|                | Charles Revet         | UMP-UDF        | 1 440 | 48,39  | 3    |
|                | Marc Massion          | PS-PRG         | 882   | 29,64  | 2    |
|                | Thierry Foucaud       | PCF            | 430   | 14,45  | 1    |
|                | Yvonne Lebourg        | DVD            | 126   | 4,23   |      |
|                | Malka Kreizel-Debleds | Verts          | 52    | 1,75   |      |
|                | Dominique Chaboche    | FN             | 46    | 1,55   |      |
|                | Dominique Mutel       | MRC            | 0     | 0,00   |      |
|                |                       |                |       |        |      |
| Inscrits       | Inscrits              | Inscrits       | 3 032 | 100,00 |      |
| Abstentions    | Abstentions           | Abstentions    | 28    | 0,94   |      |
| Votants        | Votants               | Votants        | 2 946 | 99,06  |      |
| Blancs et nuls | Blancs et nuls        | Blancs et nuls | 25    | 0,85   |      |
| Exprimés       | Exprimés              | Exprimés       | 2 921 | 99,15  |      |

### Sénateurs élus
| Sénateur | Sénateur                 | Parti |
| -------- | ------------------------ | ----- |
|          | Thierry Foucaud          | PCF   |
|          | Marc Massion             | PS    |
|          | Sandrine Hurel           | PS    |
|          | Catherine Morin-Desailly | UDF   |
|          | Charles Revet            | UMP   |
|          | Patrice Gélard           | UMP   |